# Lösningsfokuserad korttidsterapi
Lösningsfokuserad korttidsterapi (en: solution focused brief therapy), ofta även benämnt som lösningsfokuserat/lösningsinriktat arbetssätt, är ursprungligen ett terapeutiskt arbetssätt som utvecklats vid Brief Family Therapy Center i USA. Förgrundsgestalterna där var Steve de Shazer och Insoo Kim Berg som startade centret 1978 . 
Som terapeutisk modell, och behandlande arbetssätt i allmänhet, skiljer den sig från i stort sett alla andra modeller genom att fokus varken ligger på orsaker eller problembeskrivningar. I stället ligger fokus på att förstå och beskriva hur klienter/patienter/familjer samarbetar  i dialog på ett sådant sätt att förändring och utveckling sker .  

## Grundläggande filosofi
Den grundläggande filosofin i lösningsfokus har sammanfattats i tre regler.
1. Om det inte är sönder så försök inte att laga det
2. Om det du gör fungerar så gör mer av det
3. Om det du gör inte fungerar så gör något annat

Några av de mest centrala punkterna i den lösningsfokuserade modellen såsom den manualiserats är att arbeta med att först skapa en detaljerad bild av hur klienten vill känna, tänka och samspela med andra i olika situationer i sitt liv. Detta kallas ofta för att skapa den föredragna framtiden eller mirakelbilden. Det senare för att en av de vanligaste frågorna som används för att skapa den här bilden är den så kallade mirakelfrågan. 
Mirakelfrågan är att klienten/patienten/familjen ombeds föreställa sig att han går och lägger sig och sover. Under natten inträffar ett mirakel som gör att problemet som han/hon/de sökt hjälp för försvinner. Men eftersom detta händer under sömn vet han/hon inte om att det hänt. Hur upptäcker så klienten i vanliga vardagliga aktiviteter och samspel med andra människor att problemet är löst?
När en detaljerad beskrivning skapats fortsätter klienten/patienten och behandlaren att tillsammans utforska vilka delar av den föredragna framtiden som redan nu händer eller har hänt (kallas omväxlande för "undantag" eller "redan gjorda framsteg"). Samtalet fokuseras så på att skapa detaljerade beskrivningar av vad som är annorlunda när det är lite bättre (eller mycket bättre) och sen utforskas hur klienten/patienten/familjen bär sig åt för att få de här sakerna att hända. Dessa utforskas ofta med hjälp av så kallade skalfrågor (vanligen används skalan 1-10).
Ett lösningsfokuserat samtal avslutas ofta med att behandlaren tar en paus och sen återkommer med en sammanfattning av hur han/hon ser på situationen. Behandlaren berättar därefter ofta om vad han/hon tror skulle kunna vara ett användbart experiment som kan öka klientens/familjens kunskap om vad de redan gör som fungerar eller hur de hanterar den aktuella situationen på ett konstruktivt sätt.
Vid alla samtal efter det första utforskas vad som blivit bättre och vad klienten gjort som har bidragit till detta (som ligger i linje med vad klienten vill förändra). Förändring utvärderas kontinuerligt, oftast genom skalor.
De teoretiska förklaringar som kan förklara hur och varför lösningsfokuserade dialoger leder till förändringar finns främst inom socialkonstruktionistisk teori och språksociologin .

## Lösningsfokuserad korttidsterapi i Sverige
I Sverige har lösningsfokus funnits representerat sedan slutet av 1980-talet. Det brukas inom bland annat hälso- och sjukvård, socialtjänst, rehabilitering, missbruksvård och kriminalvård. Det används också vid ledarskapsutveckling, personalkonflikter och organisationsarbete. Inom skolans värld används lösningsfokuserat arbete såväl inom elevvårdsarbete som pedagogisk modell.
Lösningsfokuserad korttidsterapi har i ett stort antal studier visat goda resultat och är ett evidensbaserat sätt att arbeta med många problem inklusive ångest, depression, missbruk, kriminalitet, mobbning på arbetsplatser och organisationsutveckling .